# Herr aller Dinge
Herr aller Dinge ist ein Roman von Andreas Eschbach, der im September 2011 bei Bastei Lübbe erschienen ist. Hauptthema ist die Schaffung von Maschinen, die sich selbst reproduzieren können. Die Geschichte wird linear erzählt, sie begleitet Hiroshi und Charlotte durch ihr Leben, das sich nie wirklich weit voneinander entfernt – auch wenn sie hier nicht als Paar auftreten, bleiben sie miteinander verbunden.

## Handlung
Die beiden Hauptfiguren Hiroshi Kato und Charlotte Malroux lernen sich als Kinder in Japan kennen, wo Charlottes Vater als Botschafter tätig ist und Hiroshis alleinerziehende Mutter in der Wäscherei der Botschaft arbeitet. Trotz ihrer unterschiedlichen Herkunft und der Missbilligung ihrer Mütter freunden sich beide an und verbringen viel Zeit miteinander, nachdem Hiroshi einen Schleichweg auf das Botschaftsgelände entdeckt hat. Da er die soziale Trennung der Menschen in arm und reich als ungerecht empfindet, entwickelt er die Idee, alle Menschen reich zu machen und dadurch diese Ungerechtigkeit zu beseitigen. Charlotte amüsiert dies zunächst, da sie es sich nicht vorstellen kann. Sie entdeckt an sich eine besondere Gabe – sie kann spüren, was die Besitzer von Gegenständen mit diesen Dingen einmal erlebt haben und wie lange dies her ist. Als sie in einem Museum verbotenerweise ein altes Messer berührt, stürzt sie so weit durch die Zeit zurück und sieht so alte Dinge, dass sie ohnmächtig wird. Die geschockte Charlotte kann ihr Erlebnis kaum in Worte fassen, aber die wenigen Worte, die sie herausbringt, lassen erahnen, dass dieses Messer älter als offiziell berechnet ist. Kurz darauf wird Charlottes Vater in ein anderes Land versetzt und sie verlässt mit ihrer Familie Japan.
Hiroshis Idee wächst in den folgenden Jahren weiter. Er ist entschlossen, sie in die Tat umzusetzen, wird zu einem Musterschüler und schafft es, ans MIT zu kommen. Hier trifft er auf einer Fraternityparty zufällig Charlotte wieder, die er über Jahre aus den Augen verloren hatte. Sie hat mittlerweile Anthropologie an der Harvard University studiert und ist mit dem selbstverliebten, frauenverachtenden und arroganten Erben einer reichen US-Dynastie verlobt. Hiroshi verliebt sich in sie und bricht seine bisherige Beziehung ab, da er es als sein Schicksal ansieht, mit Charlotte zusammen zu sein. Charlotte hingegen erklärt Hiroshi mit dem Verweis auf ihre unterschiedliche Herkunft und die damit verbundenen gesellschaftlichen Erwartungen, dass sie keine Beziehung mit ihm haben könne. Daraufhin verlässt Hiroshi die Stadt, um seine Idee mit Hilfe eines Investors umzusetzen. Wieder verlieren sich beide für Jahre aus den Augen, allerdings hat die Begegnung Charlotte die Augen bezüglich ihres widerwärtigen Verlobten geöffnet, der sie regelmäßig wie selbstverständlich betrügt, woraufhin sie die Beziehung kurz nach dem Wiedersehen mit Hiroshi beendet. Dieser fasst die Abfuhr als persönliche Beleidigung auf und erklärt sich Charlottes Sinneswandel derart, dass Charlotte ihn mit Hiroshi betrogen habe, woraufhin er sich schwört, diesen zu vernichten.
Charlotte bricht ebenfalls ihr Studium ab, lässt sich von ihrem Leben treiben und lebt später mit ihrem neuen Freund Gary in Schottland. Dort erhält sie einen Anruf von Hiroshi, der sie einlädt, ihn auf einer Insel auf den Philippinen zu besuchen, wo er ihr die Umsetzung seiner Idee zeigen möchte. Dort angekommen zeigt Hiroshi ihr, dass er mit einer Gruppe Techniker eine Vielzahl kleiner, unterschiedlich spezialisierter Roboter gebaut hat. Nach Hiroshis Idee sollen diese Roboter sich selbstständig miteinander verbinden, untereinander kommunizieren und als Kollektiv in der Lage sein, aus vorhandenen Rohstoffen wie Müll, den es auf der Insel zuhauf gibt, sämtliche gewünschten Gegenstände zu bauen und sämtliche übertragenen Aufgaben zu erfüllen. Hierbei soll jeder einzelne Roboter nur eine einzige Aufgabe erfüllen, die Leistungsfähigkeit kommt aus dem Gesamtsystem. Es wird klar, dass Hiroshis kindlich naiv klingende Idee, alle Menschen reich zu machen, darin besteht, dass die Roboter die gesamte anfallende Arbeit erledigen, durch ihre Selbstreplikation die für jede Aufgabe benötigte Komplexitätsstufe erreichen können, einen hundertprozentigen Recyclingkreislauf erreichten, die Ressourcenbegrenztheit beenden und Geld somit überflüssig machen. Durchaus logisch und schlüssig erklärt Hiroshi sein weiteres Vorgehen und seine Vision. Als erste Aufgabe sollen die Roboter automatisch weitere Roboterkomplexe bauen. Zunächst scheint alles gut zu funktionieren, doch es stellt sich heraus, dass die Roboter nicht exakt genug arbeiten, sodass sie ab der dritten Robotergeneration nicht mehr wie geplant funktionieren. Hiroshi sieht hierin ein unlösbares Problem und steht wieder ganz am Anfang seiner Idee. Als er Charlotte ein paar Jahre später besucht, erzählt er ihr, dass er noch immer vor dem Problem sitze und als Lösung Nanoroboter aus exakt angeordneten einzelnen Atomen sehe, doch scheint es ihm unmöglich, diese zu bauen.
Charlotte hat ihr Studium wieder aufgenommen. Inspiriert von ihrem Kindheitserlebnis sucht sie nach wissenschaftlichen Beweisen, dass es schon vor zehntausenden Jahren eine Zivilisation gegeben haben muss. Durch Kontakte kann sie an einer Expedition auf eine sibirische Insel teilnehmen, die „Teufelsinsel“. Auf einer gemeinsamen Exkursion entdecken sie silbern schimmernde Metallfragmente im Eis. Ein Expeditionsmitglied wird von einer seltsamen metallenen Lanze aufgespießt und regelrecht von ihr aufgesogen, als es ein solches Fragment berührt. Im nächsten Moment erwacht eine titanische Gewalt unter dem Eis und beginnt, die Insel zu verändern. Die restlichen Expeditionsmitglieder können mit einem Boot von der Insel fliehen und sehen, dass die ganze Insel sich wie von selbst zu einer metallenen Festung umbaut und dabei alles in ihrem Weg vernichtet. Nach der Rettung durch ein russisches Kriegsschiff wird Charlotte klar, dass die Oberflächenbewegung auf der Lanze sie an Hiroshis Simulation der Nanoroboter und ihr Erlebnis auf den Philippinen erinnert. Russische und amerikanische Angriffe fügen der Insel keinen Schaden zu, und weitere Menschen sterben beim Versuch, die Insel zu betreten. Als ein russisches Kriegsschiff von der mysteriösen Macht in Sekundenbruchteilen überrollt und assimiliert wird, schlägt Charlotte vor, Hiroshi zu Hilfe zu holen. Dieser erkennt in den seltsamen Vorkommnissen eine Art selbst replizierende, teilchenbasierte Maschine, ganz ähnlich jener, die er zu konstruieren versucht. Als er probeweise gezielte Programmzeilen überträgt, stoppt die Maschine plötzlich und Hiroshi erkennt eine sich wiederholende Anfrage, die von der Insel aus gesendet wird. Er begibt sich allein dorthin und verschwindet im Inneren der Metallfestung, die sich kurz darauf aufzulösen beginnt, bis die ursprüngliche Insel wieder zum Vorschein kommt, auf der Hiroshi das einzige Lebewesen ist. Über seine Erfahrungen in der Festung schweigt Hiroshi und beruft sich auf teilweisen Gedächtnisschwund, da er das Streben der Großmächte, diese Technologie in ihren Besitz zu bringen, bereits erkennt. Er gibt daher an, dass es ihm wohl gelungen sei, eine Art Selbstzerstörung auszulösen und die Maschine zu neutralisieren.
Tatsächlich hat Hiroshi einigen der Naniten, aus denen die Maschine bestand, den Befehl erteilt, in seine Stirn zu wandern und dort in einen Ruhezustand zu gehen. Mit diesen sich selbst reproduzierbaren und programmierbaren Nanorobotern versucht Hiroshi nun, ihre Funktion und Kapazitäten sowie ihren Ursprung zu ergründen. Er lernt nach und nach, sie zu steuern und immer komplexere Aufgaben damit zu erfüllen. Allerdings erfordert dies zunächst viel Programmierarbeit. Außerdem erkennt er, dass die Probleme der Welt nicht so einfach zu lösen sind und er, als er versucht, ein spezielles Problem mit Hilfe der Roboter zu lösen, ein weitaus größeres erschafft und beinahe eine ökologische Katastrophe auslöst. Schließlich erkennt Hiroshi, dass die rätselhafte Sonde ein riesiges Verzeichnis von Konstruktionsplänen für die unterschiedlichsten Dinge enthält. Gleichzeitig entdeckt er, dass auf dieses Verzeichnis offenbar in aller Eile ein weiteres Programm gestülpt wurde, wodurch der Zweck der Sonde völlig verändert wurde. Um herauszufinden, was dieses Programm tut, schickt er die Naniten probeweise in eine unbewohnte Gegend Kanadas und lässt sie dort das ursprüngliche Programm wiederholen. Wie auf der Teufelsinsel entsteht eine Metallfestung, die kurz darauf beginnt, mittels einer gewaltigen Railgun unablässig neue Sonden ins All zu schießen, bevor Hiroshi erneut ihre Selbstzerstörung auslöst. Dieser Vorfall ruft erneut alle Geheimdienste und Militärs der Welt auf den Plan, die nun wissen, dass weitere Naniten aktiv sind und die nun ihre Aufmerksamkeit auf Hiroshi richten, der aber abtaucht. Charlottes Ex-Verlobter verstärkt derweil seine Bemühungen, Hiroshi zu vernichten, scheitert aber ebenfalls.
Hiroshis Durchbruch gelingt mit dem rätselhaftesten der Konstruktionspläne, der sich als neuronale Schnittstelle entpuppt – optimiert auf ein menschliches Gehirn. Hiroshi lässt die Naniten diese Schnittstelle in seinem Gehirn errichten und kann sie nun völlig frei wie einen Teil von sich steuern, wodurch er zum „Herrn aller Dinge“ wird. Hiroshi wird bewusst, dass diese Roboter die letzten Überbleibsel der uralten Zivilisation sind, nach der Charlotte sucht und auf der sich die Mythen von Atlantis begründen. Er erkennt, dass der so genannte „genetische Flaschenhals“, der beim Menschen vor etwa 75.000 Jahren auftrat, das Resultat eines interstellaren Kriegs gegen einen unbekannten Gegner ist. Am Ende dieses Kriegs feuerten die am Rand der Auslöschung stehenden Menschen dieser alten Zivilisation die geheimnisvollen Sonden, die eigentlich Konstruktionssonden waren, als improvisierte Massenvernichtungswaffen ins All – mit dem Befehl, unterschiedslos jede Welt mit einer Leben ermöglichenden Umgebung anzufliegen, alle vorhandenen Ressourcen zu assimilieren und ein Maximum an neuen Sonden zu starten, wodurch die jeweilige Welt und alles Leben auf ihr vernichtet wird. Diese Waffenfunktion, mit der die damalige, der Auslöschung entgegen blickende Menschheit einst ihre Gegner mit in den Untergang reißen wollte, erlebten Charlotte und Hiroshi in Sibirien, wobei die auf der Erde gelandete Sonde ihre Mission abbrach, als sie durch die Kommunikation mit Hiroshi und einen Abgleich der Sterne erkannte, dass sie auf der Heimatwelt ihrer Erbauer gelandet war – der einzigen Welt, die in ihrer Programmierung ausdrücklich verboten war. Diese Erkenntnis bedeutet auch, dass seit dem Start der ersten Sonde eine Sturmwelle die Galaxis durchpflügt und alles Leben außer auf der Erde vernichtet wurde oder vernichtet werden wird.
Hiroshi begreift, dass die Nanobots in den falschen Händen eine tödliche Gefahr darstellen und alle Mächte dieser Erde versuchen werden, seiner habhaft zu werden, allein schon aus Angst, ihre Gegner könnten es tun. Wieder trifft er Charlotte, die einen Gehirntumor im Endstadium und mit dem Leben abgeschlossen hat. Mit seinen Nanobots rettet er ihr Leben und macht sich auf den Weg, diese zu vernichten. Zu diesem Zeitpunkt wird er bereits von verschiedenen Organisationen weltweit verfolgt. Während seiner Flucht nutzt Hiroshi das volle Potenzial seiner Nanobots, um zu entkommen, und liefert sich mit seinen Verfolgern eine Jagd, an deren Ende er sich selbst in Südamerika in einer riesigen physischen Abbildung der Mandelbrot-Menge einschließt. Da er aber erkannt hat, dass der Mensch noch immer nicht weise und friedfertig genug ist, um mit so einer Macht verantwortungsvoll umzugehen, wählt er schließlich den rituellen Selbstmord. Anders als in der Tradition sticht er sich nicht ein Messer in den Leib, sondern befiehlt den Nanobots, das Eisen aus seinem Blut zu sammeln und daraus auf seiner Handfläche ein Messer zu erschaffen, bevor sie sich selbst vernichten. Aufgrund der fehlenden Eisenatome im Hämoglobin seiner Erythrozyten erstickt er schließlich. Das Messer ist sein Vermächtnis an Charlotte. Mit ihrer Gabe kann sie alles spüren, was Hiroshi sein ganzes Leben hindurch für sie empfunden hat: Liebe.

## Hintergrund
In einem Interview erzählt der Autor, dass er die Grundidee des Romans schon vor langer Zeit hatte, dann aber wegen der Ankündigung, dass Michael Crichton an einem Roman über Nanotechnologie schreibe (Prey), vorerst nicht weiterverfolgte.
Das Buch wurde 2012 als Bester Roman mit dem Kurd-Laßwitz-Preis ausgezeichnet.

## Ausgaben
- Gebundene Ausgabe, Bastei Lübbe, 2011, ISBN 978-3-7857-2429-3
- Taschenbuch Ausgabe, Bastei Lübbe, 2013, ISBN 978-3-404-16833-0
- ungekürzte Hörbuchausgabe (gelesen von Sascha Rotermund), Lübbe Audio, 2011, ISBN 978-3-8387-6894-6
- gekürzte Hörbuchausgabe (gelesen von Matthias Koeberlin), Lübbe Audio, 2011, ISBN 978-3-7857-4515-1
- englische Ausgabe Lord Of All Things, übersetzt von Samuel Willcocks, Amazon Crossing, 2014, ISBN 978-1-4778-4981-1
- ungekürzte englische Hörbuchversion Lord Of All Things, gesprochen von Nick Podehl, Amazon Crossing, 2014, ISBN 978-1-4805-6962-1 (18 CDs oder 2 MP3-CDs)
- französische Ausgabe "Maître de la matière", Übersetzt von Pascal Hervieux, Oktober 2013, Verlag Atalante, Nantes, ISBN 978-2-84172-647-9